# マイエンヌ
マイエンヌ（Mayenne）は、フランス、ペイ・ド・ラ・ロワール地域圏マイエンヌ県のコミューン。ル・マンとレンヌのおおよそ中間地点に位置する。コミューン内をマイエンヌ川が流れる。

## 歴史

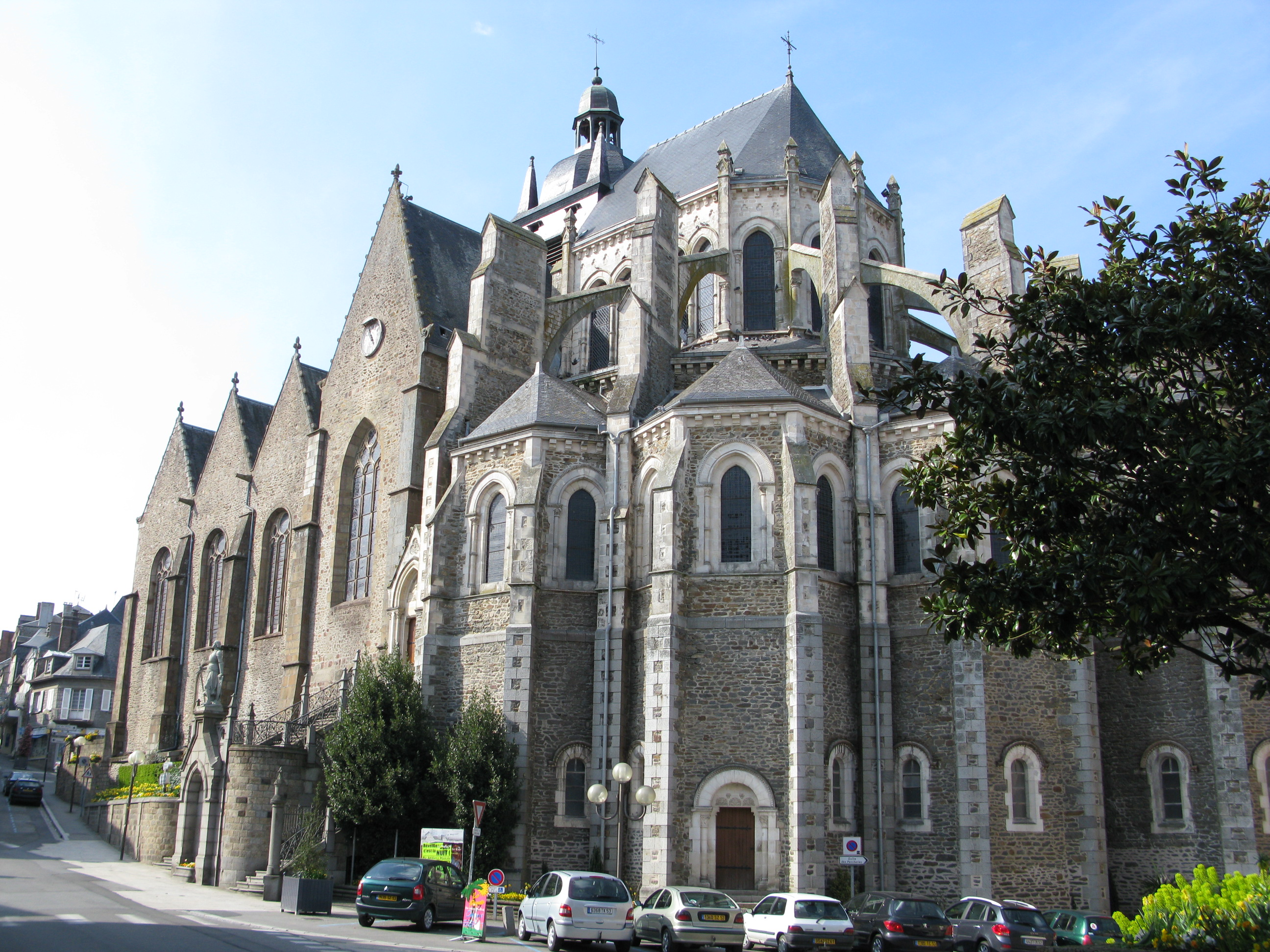
ノートルダム・ド・ミラクル教会

古代にはジュブラン（Jublains）にいたガリア人の一部族ディアブリンテス族の中心地であった。9世紀、マイエンヌに城を築いたジュエル（Juhel）にちなみ、町はMayenne-la-Juhelと呼ばれていた。城は王国内で顕著かつ強力なものだった。ジュエル2世は城門の外に修道院を建て、新たな定住地の創設を許した。
百年戦争中のアルマニャック派とブルゴーニュ派の内戦においては、マイエンヌの病院付属の司祭任命について争われた。ユグノー戦争さなかの1574年と1590年、マイエンヌは包囲され、多くのものを失ったマイエンヌ住民はアンリ4世に再建の資金を提供してくれるよう申し立てた。宰相ジュール・マザランは、マントヴァ公カルロ2世（当時マイエンヌ公でもあった）から、マイエンヌにある美しい建物、泉や広場を購入した。

## 姉妹都市
- ヴァイブリンゲン、ドイツ
- バジャ、ハンガリー
- イェージ、イタリア
- デヴィズ、イギリス